# Синявський Бір (заказник)
Синя́вський Бір — ботанічний заказник місцевого значення в Україні. Розташований у межах Коропського району Чернігівської області, на схід від села Синявка. 
Площа 214 га. Статус присвоєно згідно з рішенням Чернігівської обласної ради від 21.03.1995 року (під назвою «Жовтневий бір», перейменований 2017 року рішенням облради IX сесії сьомого скликання). Перебуває у віданні ДП «Борзнянське лісове господарство» (Коропське л-во, кв. 35-40). 
Статус присвоєно для збереження лісового масиву з високопродуктивними насадженнями сосни. У домішку — береза. 